# Phil Warner
Phil Warner (Southampton, 2 febbraio 1979) è un ex calciatore inglese, di ruolo jolly.

## Carriera
Dopo aver giocato nelle giovanili del Southampton viene aggregato alla prima squadra per la stagione 1997-1998, nella quale esordisce anche tra i professionisti, giocando una partita nella prima divisione inglese (il 10 maggio 1998, in un incontro pareggiato per 1-1 contro il Tottenham); nella stagione seguente gioca poi con maggiore regolarità, disputando 5 partite in campionato ed una partita in Coppa di Lega. Trascorre poi la stagione 1999-2000 in prestito al Brentford, in terza divisione, mentre nella stagione 2000-2001 è nuovamente ai Saints, con cui pur rimanendo in rosa per l'intera annata non gioca comunque altri incontri ufficiali.
Nell'estate del 2001 il suo contratto in scadenza non viene rinnovato e, da svincolato, si accasa in terza divisione al Cambridge Utd; durante la stagione 2001-2002, conclusasi con una retrocessione in quarta divisione, gioca 12 partite di campionato, alle quali aggiunge poi ulteriori 8 presenze nell'annata successiva, terminata la quale si svincola dal club: si tratta di fatto anche della sua ultima parentesi in carriera in un club della Football League, nei cui campionati ha totalizzato complessivamente 39 presenze senza mai segnare.
Nella stagione 2004-2005 gioca in Southern Football League Division One East (settima divisione) con i semiprofessionisti dell'Eastleigh, mentre nella stagione 2004-2005 gioca prima in Conference League (quinta divisione) all'Aldershot Town e poi in prestito in Conference South (sesta divisione) all'Eastbourne Borough, club in cui poi si trasferisce a titolo definitivo per disputare la stagione 2005-2006. Gioca in questa stessa categoria anche dal 2006 al 2008, con la maglia dell'Havant & Waterlooville, e con il Bognor Regis Town (dove trascorre in prestito la parte finale della stagione 2007-2008). Nella stagione 2008-2009 gioca invece al Totton, mentre nella stagione 2009-2010 gioca in Australia con l'Heidelberg Utd, per poi tornare in patria al Poole Town, con cui nel 2011 conclude la carriera, all'età di 32 anni.